# Ebrima Colley
Ebrima Colley (Serekunda, Gambia, 1 de febrero de 2000) es un futbolista gambiano que juega en la demarcación de centrocampista para el B. S. C. Young Boys de la Superliga de Suiza.

## Selección nacional
Debutó con la selección de fútbol de Gambia el 22 de marzo de 2019 en un partido de clasificación para la Copa Africana de Naciones de 2019 contra Argelia. Dicho encuentro finalizó con un resultado de empate a uno tras el gol de Mehdi Abeid para Argelia, y de Mamadou Danso para Gambia. Además disputó la clasificación para la Copa Africana de Naciones de 2021 y la clasificación para la Copa Mundial de Fútbol de 2022.

## Clubes
| Club                            | País    | Año       | Partidos | Goles |
| ------------------------------- | ------- | --------- | -------- | ----- |
| Atalanta B. C.                  | Italia  | 2019-2020 | 5        | 0     |
| Hellas Verona F. C. (cedido)    | Italia  | 2020-2021 | 25       | 2     |
| Spezia Calcio (cedido)          | Italia  | 2021-2022 | 13       | 1     |
| Fatih Karagümrük S. K. (cedido) | Turquía | 2022-2023 | 30       | 2     |
| B. S. C. Young Boys             | Suiza   | 2023-     | 68       | 8     |

## Palmarés

### Títulos nacionales
| Título             | Club                | País  | Año  |
| ------------------ | ------------------- | ----- | ---- |
| Superliga de Suiza | B. S. C. Young Boys | Suiza | 2024 |